# Jennifer Serrano
Jennifer Serrano, más conocida como Jenny, es una cantante española.

## Biografía
Nació en Mieres, en el Principado de Asturias (España) y se formó como estudiante de música en Helen Rowson, en Barcelona. Previamente, fue camarera. Sin mucha experiencia profesional previa, se presentó a un casting en su país de residencia, Andorra, para participar en el Festival de la Canción de Eurovisión 2006. Fue elegida por los telespectadores, interpretando la canción Sense Tu, escrita por Rafael Artesero. La canción compitió en las semifinales el 18 de mayo en Atenas, pero no consiguió clasificarse para la final.